# Solange Lamblin
Solange Lamblin, née le 8 mars 1900 à Marcq-en-Barœul (Nord) et décédée le 8 décembre 1984 à Champcueil (Essonne), est une femme politique française, membre du Mouvement républicain populaire (MRP). Elle est députée constituante de la Seine entre 1945 et 1946 puis députée du même département entre 1946 et 1951.

## Biographie

### Origines et vie privée
Solange Lamblin est issue d'une famille modeste du Nord de la France, d'un père tailleur et d'une mère épicière. Elle effectue ses études secondaires à Tourcoing puis intègre la faculté de lettres de l'université de Lille, décrochant l'agrégation d'anglais avant de devenir professeur en classes de lycée puis à l'université.

### Carrière politique
Dans les années 1930, elle rejoint la section féminine du Parti démocrate populaire.

#### Assemblée constituante
Élue députée constituante pour la première législature en 1945, elle est cependant battue en juin 1946 et perd son siège. Elle le retrouve en novembre, lors des élections de la Ire législature de la IVe République ; elle est parallèlement conseillère de Paris.
Elle compte parmi les premières femmes députées de l'histoire française.

#### Irelégislature de laIVeRépublique
Elle ne se représente pas aux élections législatives de 1951, retourner enseigner à l'université où elle se sent, dit-elle, « plus à ma place ».

## Décorations
- Médaille de la Résistance française avec rosette (décret du 24 avril 1946)
- Officier de l'Instruction publique en 1955, au titre de « professeur au lycée Fénelon à Paris »[2]